# Ijeoma Ajemba
Ijeoma „Ije” Ajemba (ur. 17 marca 1995 w Lanham) – amerykańska koszykarka występująca na pozycji środkowej, obecnie zawodniczka Embutidos Pajariel Bembibre PDM.
W szkole średniej grała także w futbol amerykański, na linii obrony oraz softball. Jako koszykarka została rekordzistką szkoły w liczbie zbiórek oraz bloków, w obu kategoriach przewodziła też na obszarze szkół średnich Waszyngtonu. Wybrano ją do udziału w meczu gwiazd – George’s County All-Star Game. Została zaliczona do I składu turnieju Riverdale Baptist’s. Została laureatką nagrody Outstanding Cadet Award.
10 stycznia 2019 dołączyła do Widzewa Łódź. 3 lipca została zawodniczką hiszpańskiego Embutidos Pajariel Bembibre PDM.

## Osiągnięcia
Stan na 11 lipca 2019, na podstawie, o ile nie zaznaczono inaczej.
NCAA
- Most Outstanding Player (MOP=MVP) zespołu North Carolina Greensboro Spartans (2018)
- Defensywna zawodniczka roku zespołu North Carolina Greensboro Spartans (2018)
- Zaliczona do:
  - I składu turnieju SoCon (2018)
  - II składu All-Southern (2018)
  - C-USA Academic Honor Roll (2014)